# Rhyssemus waboniensis
Rhyssemus waboniensis är en skalbaggsart som beskrevs av Rudolph Petrovitz 1964. Rhyssemus waboniensis ingår i släktet Rhyssemus och familjen Aphodiidae. Inga underarter finns listade i Catalogue of Life.